# Ahmad Abughauš
Ahmad Abughauš, arabsky أحمد أبو غوش (* 1. února 1996 Ammán) je jordánský taekwondista. Je palestinského původu, jeho rodina přišla do Jordánska z vesnice Abu Goš. V roce 2012 se stal juniorským mistrem světa ve váze do 63 kg a byl zvolen jordánským sportovcem roku. Na mistrovství světa 2015 vypadl ve druhém kole. Postoupil z asijské kvalifikace na olympiádu 2016 v Rio de Janeiro, kde soutěž ve váze do 68 kg překvapivě vyhrál a získal tak první olympijskou medaili v dějinách jordánského sportu.

## Olympijské výsledky
- 1. kolo: Ghofran Zaki (Egypt) 9:1
- Čtvrtfinále: Lee Dae-hoon (Jižní Korea) 11:8
- Semifinále: Joel González (Španělsko) 12:7
- Finále: Alexej Děnisenko (Rusko) 10:6